# Eppelsheim
Eppelsheim ist eine rheinhessische Ortsgemeinde im Landkreis Alzey-Worms in Rheinland-Pfalz. Sie gehört der Verbandsgemeinde Alzey-Land an.

## Geographie

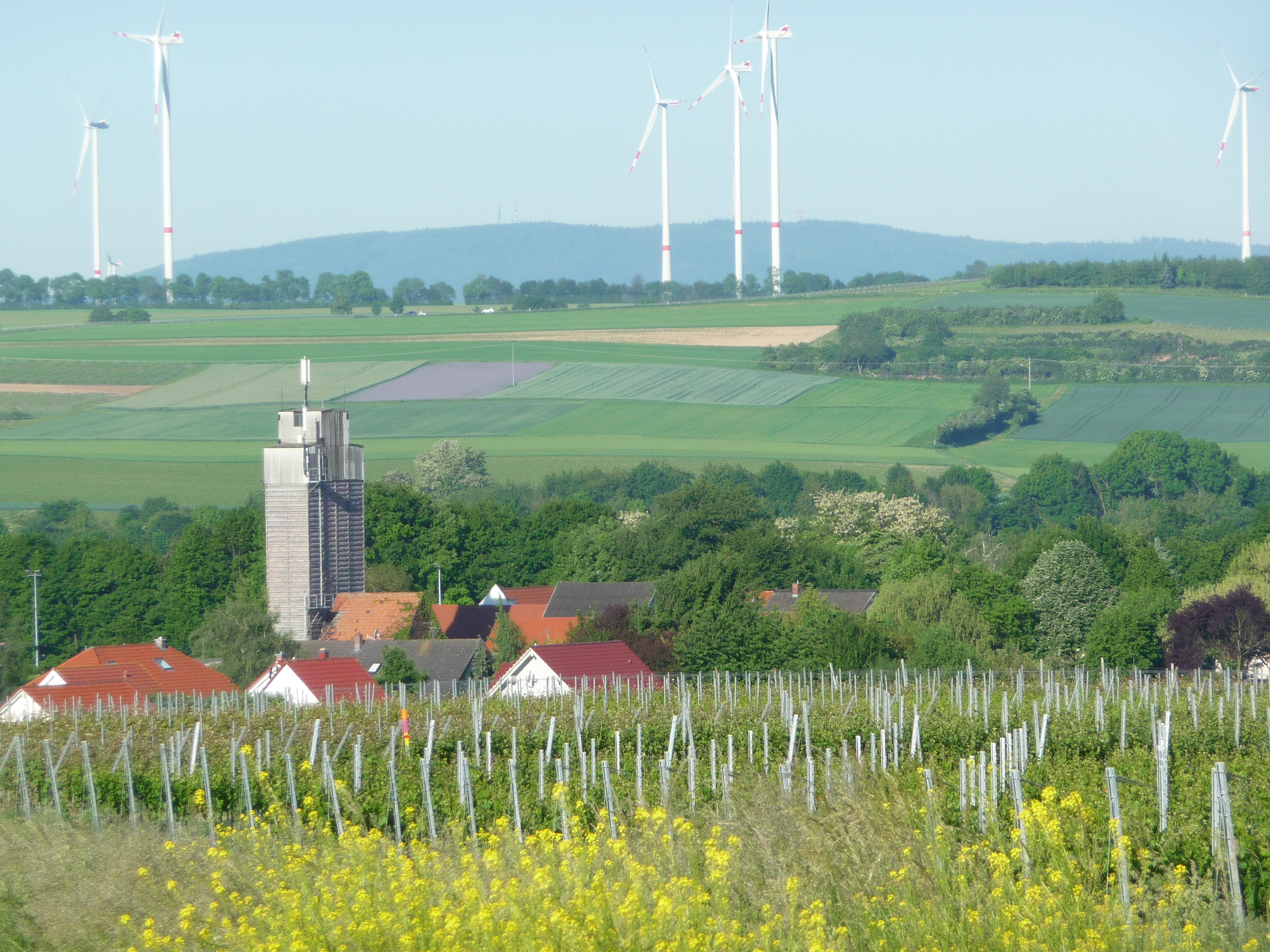
Eppelsheim

Eppelsheim liegt in Rheinhessen rund fünf Kilometer südöstlich von Alzey. Nachbargemeinden sind Alzey, Hangen-Weisheim, Gundersheim, Flomborn und Dintesheim.
Die geologische Eppelsheim-Formation ist unter Paläontologen für ihren Fundreichtum bekannt.

## Geschichte
Die älteste erhaltene Erwähnung von Eppelsheim als Ebbelesheim stammt von 782. Andere frühe Namensformen sind Ebblisheim 790, Eppilrisheim (1305) und Epilinsheim (1310).
Bis Ende des 18. Jahrhunderts gehörte Eppelsheim zum kurpfälzischen Oberamt Alzey. Das Kloster Otterberg war im Ort begütert.
Während der Franzosenzeit war der Ort Sitz einer Mairie im Kanton Bechtheim, der Teil des Departements Donnersberg war. Zur Mairie Eppelsheim gehörte auch Hangenweisheim.
Aufgrund der 1815 auf dem Wiener Kongress getroffenen Vereinbarungen und einem 1816 zwischen Hessen, Österreich und Preußen geschlossenen Staatsvertrag kam die Region und damit auch die Gemeinde Eppelsheim zum Großherzogtum Hessen und wurde von diesem der Provinz Rheinhessen zugeordnet.
Um 1850 errichteten die örtlichen Juden eine Synagoge in der Blaugasse.
Nach Auflösung der rheinhessischen Kantone kam der Ort 1835 zum neu errichteten Kreis Worms, dem er bis zum 1. November 1938 angehörte. Im Zuge der damaligen Gebietsreform stieß er zum Kreis Alzey, der kurz darauf in Landkreis Alzey umbenannt wurde.
Am 20. März 1945 besetzten amerikanische Truppen den Ort, der jedoch im Sommer 1945 der Französischen Besatzungszone zugeschlagen wurde und 1946 zum neuen Land Rheinland-Pfalz kam. Der Landkreis Alzey bestand darin bis zur Verwaltungsreform vom 7. Juni 1969 fort, im Zuge derer dessen überwiegenden Teil im Landkreis Alzey-Worms aufging, dem Eppelsheim seitdem angehört.
Seit 1972 gehört Eppelsheim zur Verbandsgemeinde Alzey-Land.

## Politik

### Gemeinderat
Der Gemeinderat in Eppelsheim besteht aus 16 Ratsmitgliedern, die bei der Kommunalwahl am 9. Juni 2024 in einer personalisierten Verhältniswahl gewählt wurden, und der ehrenamtlichen Ortsbürgermeisterin als Vorsitzender.
Die Sitzverteilung im Gemeinderat:
| Wahl | SPD | FWG | ProE | Gesamt   |
| ---- | --- | --- | ---- | -------- |
| 2024 | 2   | 7   | 7    | 16 Sitze |
| 2019 | 3   | 7   | 6    | 16 Sitze |
| 2014 | 7   | 9   | –    | 16 Sitze |
| 2009 | 6   | 10  | –    | 16 Sitze |
| 2004 | 5   | 11  | –    | 16 Sitze |

- FWG = Freie Wählergruppe Eppelsheim e. V.
- ProE = Pro Eppelsheim e. V.

### Bürgermeister
Ortsbürgermeisterin ist Katja Finkenauer (ProE). Bei der Kommunalwahl am 9. Juni 2024 erzielte sie 50,5 Prozent der Stimmen und wurde am 5. September 2024 vereidigt.
Finkenauers Vorgängerin Ute Klenk-Kaufmann (FWG) hatte das Amt 20 Jahre ausgeübt und kandidierte bei der Wahl 2024 nicht erneut als Ortsbürgermeisterin.

### Wappen
| Wappen von Eppelsheim | Blasonierung: „In einem von Schwarz und Gold gespaltenen Schild vorne der goldene Pfälzer Löwe, hinten ein grüner Apfelbaumast mit zwei Äpfeln.“                                                                                               |
| Wappen von Eppelsheim | Wappenbegründung: Diesen Schild, eine heraldische wohlgelungene Kombination zwischen dem Wappen des Ortsherrn und dem redenden Ortszeichen, bringt das SIEGEL DES GERICHTS ZV EPPELSHEY(M). Das obige Ortswappen wurde 1930 amtlich verliehen. |

## Kultur und Sehenswürdigkeiten

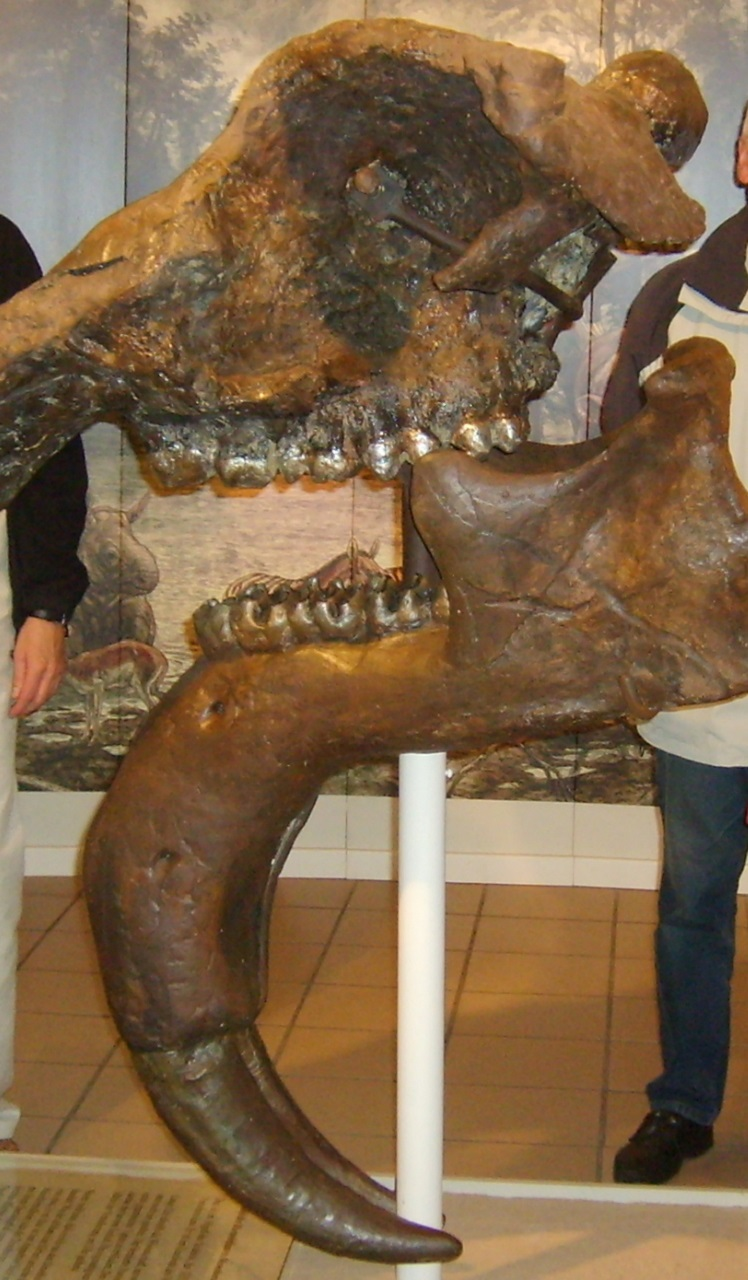
Abguss des Dinotherium-Schädels, gefunden 1835 in Eppelsheim

### Museen
Das 2001 eröffnete Dinotherium-Museum in Eppelsheim zeigt Originalfunde fossiler Säugetiere aus etwa zehn Millionen Jahre alten Ablagerungen des Ur-Rheins bei Eppelsheim. Diese Ablagerungen werden als Dinotheriensande bezeichnet, weil sie oft Zähne und Knochen des ausgestorbenen Rüsseltieres Dinotherium (auch Deinotherium) enthalten. Eine Attraktion im Dinotherium-Museum ist der Abguss eines Dinotherium-Schädels, der 1835 bei Eppelsheim entdeckt wurde. Bei Eppelsheim kam 1820 auch der historisch erste Fund eines fossilen Menschenaffen (Paidopithex rhenanus) zum Vorschein.
Die Idee für das Dinotherium-Museum hatte Altbürgermeister Heiner Roos (* 1934). Das prägende Konzept lieferte Jens Lorenz Franzen, der von 1996 bis 2002 in den Ablagerungen gegraben hatte und 2003 zum Ehrenmitglied des Fördervereins ernannt wurde. Die Forscher des Senckenberg Museums in Frankfurt ehrten 2003 Heiner Roos für sein Engagement mit einem Zusatz bei der Benennung eines bis dahin unbekannten Kleinsäugers Plesiosorex roosi.
Noch heute finden in der Nähe von Eppelsheim Grabungen in den Dinotheriensanden statt, die die Entdeckung weiterer Fossilien zum Ziel haben. Die Grabungen werden durchgeführt vom Naturhistorischen Museum in Mainz.

### Dorfgraben

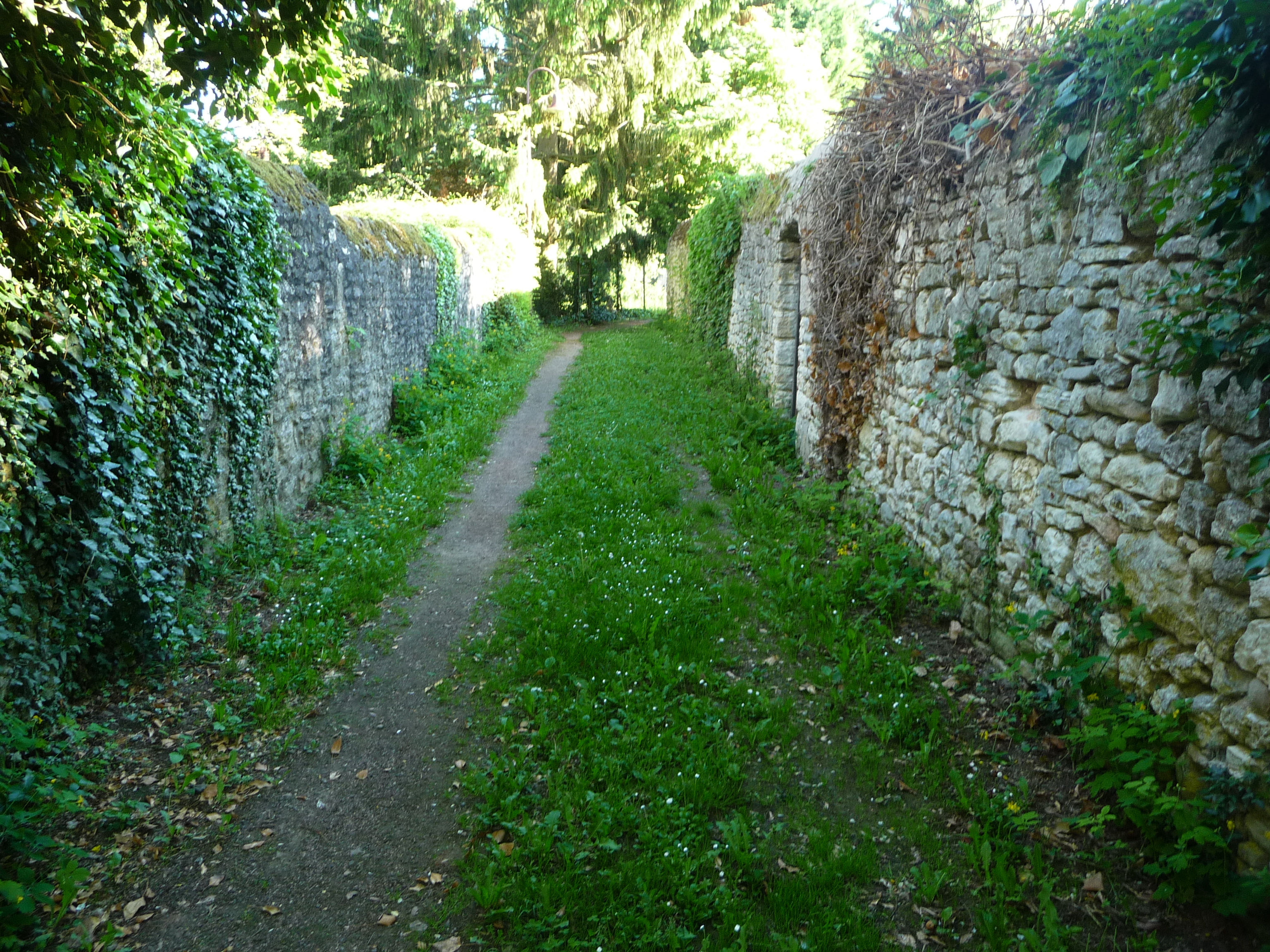
Effenring

Der Dorfgraben, auch Effenring genannt, umfasste herzförmig das mittelalterliche Dorf und diente mit seinen aufgeschütteten hohen Wällen als Flutgraben und als Dorfbefestigung. Die Anfänge lassen sich schwer bestimmen. Lediglich ein Streit Ende des 14. Jahrhunderts zwischen den Dalbergern und der Gemeinde ist in der Chronik belegt. Ein Mitglied der Familie Dalberg erklärte einen Teil des Dorfgrabens zu seinem Eigentum. Die anschließende Verhandlung endete mit einem Vergleich: ein Teil wurde der Gemeinde, ein Teil den Dalbergern zugesprochen.
Die in den vier Himmelsrichtungen aus dem Ort führenden Straßen waren an den vier Pforten (Hangen-Weisheimer, Flomborner, Dintesheimer und Alzeyer Pforte) durch Fallgitter besonders gesichert.
Anfang des 20. Jahrhunderts war der Graben hauptsächlich mit Effen (andere Bezeichnung für Ulmen) bewachsen und ist als Naturdenkmal „Effenkranz“ seit dem 11. März 1927 unter Schutz gestellt. Das Ulmensterben verschonte auch die „Allee“, wie der Dorfgraben heute vielfach genannt wird, nicht. Zwischen 1976 und 1981 mussten alle Ulmen gefällt werden. 550 Bäume wurden wieder angepflanzt.

### Dalberger Turm

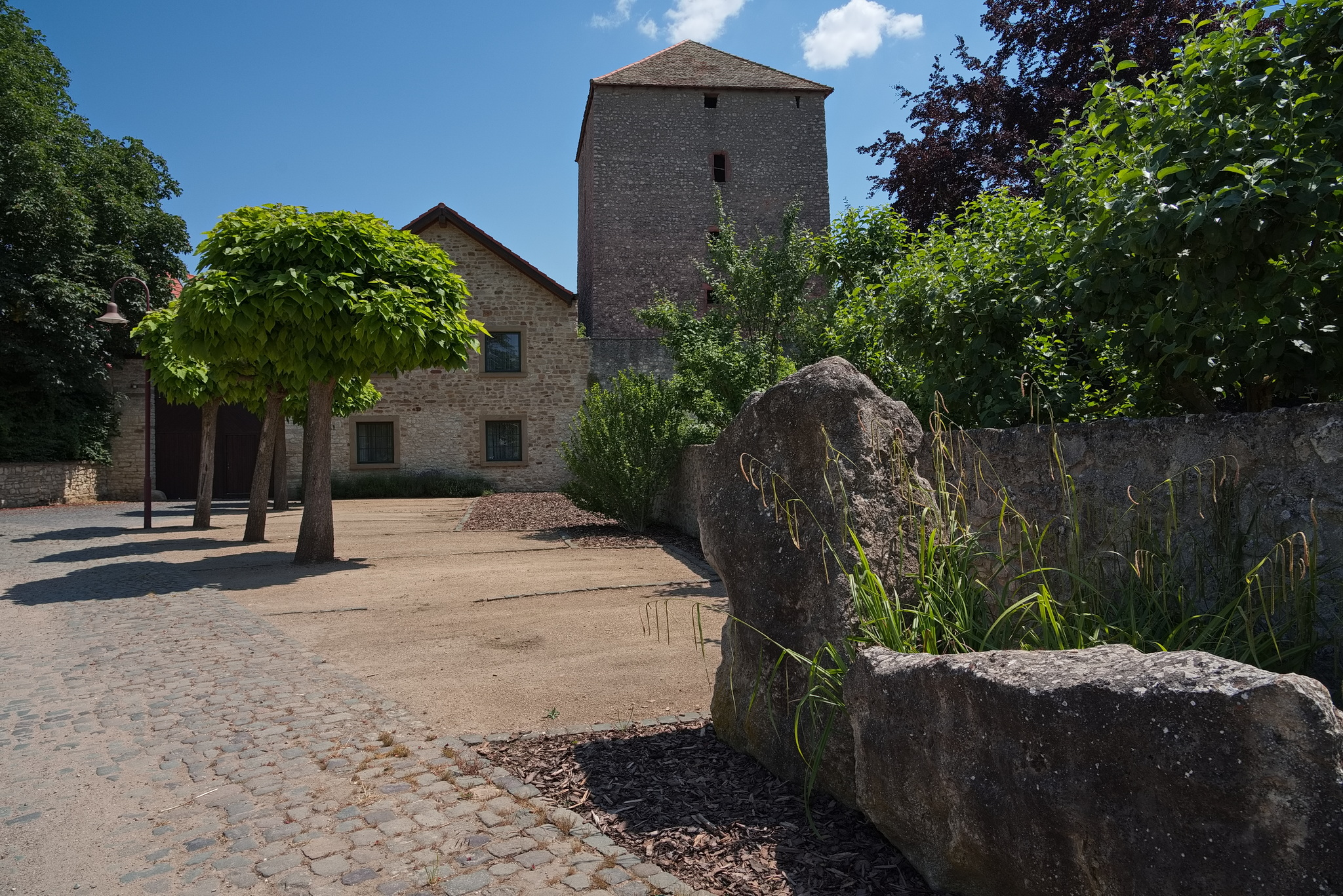
Dalberger Turm

Der Dalberger Turm wurde um 1500 von den Wormser Kämmerern Dalberg, die aber nie in Eppelsheim wohnten, als Wehr- und Wohnturm für das Domstift Worms errichtet und befindet sich heute im Privatbesitz.
In alten Urkunden wird der Dalberger Turm als „Wasserhaus“ bezeichnet, da sich um den Turm ein Wassergraben befand, der vom nahen Dorfgraben gespeist wurde. Das Bauwerk ist ganz aus Bruchsteinen (Kalksteinen) gemauert und hat eine Grundfläche von etwa 10 m × 10 m. Außer dem Erdgeschoss gibt es noch fünf Obergeschosse; die Mauern des Erdgeschosses sind etwa 1,5 m dick.
Früher lag der Zugang im ersten Obergeschoss und war nur über eine Leiter oder eine bewegliche Treppe erreichbar. Der Turm war von einer zusätzlichen Mauer mit einem Wehrgang umgeben und in die Dorfbefestigungsanlage einbezogen. Das im Jahr 1602 umgebaute Dach war ursprünglich steiler, das niedere Zeltdach entstammt einer späteren Zeit. Fenster und Schießscharten haben Umrahmungen aus rotem Sandstein. Heizungsanlagen konnten nicht festgestellt werden, doch muss seine Benutzung als Wohnturm, zumindest in Zeiten der Gefahr, angenommen werden (später Lager und Fruchtspeicher).
Der Dalberger Turm und das Ortsbild mit der Dorfumwallung stehen seit dem 30. September 1988 unter dem Schutz des Haager Abkommens.

### Kultur- und Naturdenkmale
- Liste der Kulturdenkmäler in Eppelsheim
- Liste der Naturdenkmale in Eppelsheim

### Dorfverschönerung
Eppelsheim beteiligte sich von Anfang an, seit 1961, an dem Wettbewerb Unser Dorf soll schöner werden, ab 2007 Unser Dorf hat Zukunft. Die Leistungen der Ortsgemeinschaft für ein sehenswertes Erscheinungsbild ihres historisch wertvollen Dorfes wurden mit zahlreichen Ehrungen gewürdigt:
- 1993 Goldmedaille auf Bundesebene
- 2003 Goldmedaille auf Landesebene
- 2007 Silbermedaille auf Bundesebene

## Wirtschaft und Infrastruktur

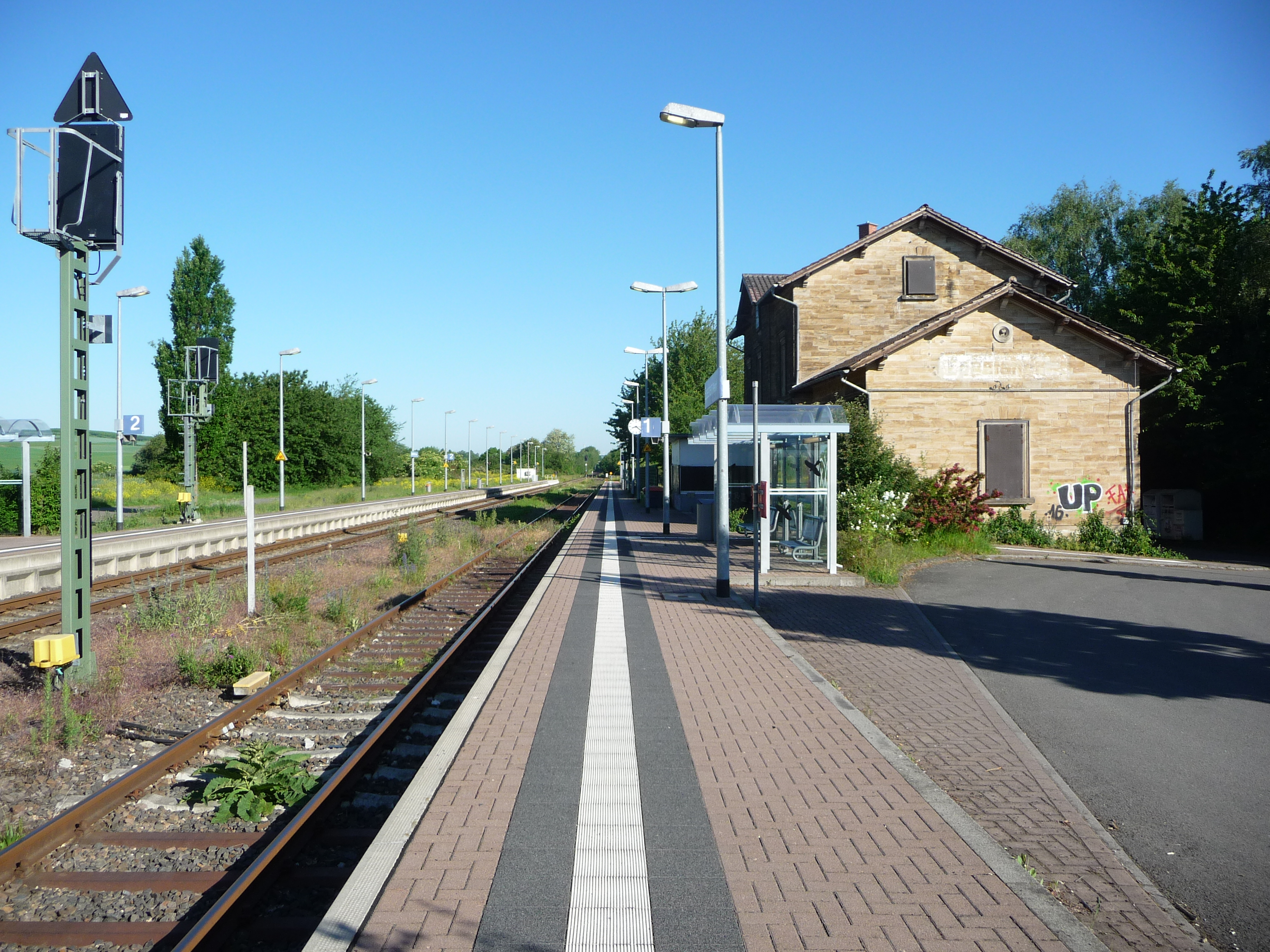
Eppelsheimer Bahnhof

### Weinbau
In Rheinhessen, dem größten Weinanbaugebiet Deutschlands, wird auch in Eppelsheim traditionell Weinbau betrieben. Vor ca. 100 Jahren, um 1910, betrug die Weinanbaufläche 14 Hektar.

### Verkehr
Der Bahnhof Eppelsheim (Rheinhess) liegt an der Bahnstrecke Worms–Bingen Stadt und wird von der RB 35 bedient. Eppelsheim liegt zudem direkt an der Bundesautobahn 61, wodurch Bingen am Rhein und Worms schnell auf der Straße erreichbar sind.

## Persönlichkeiten
Der Ortsname Eppelsheim ist als Familienname (Eppelsheimer) seit mindestens 1615 gebräuchlich.
- Henry Greenebaum (1833–1914), Geschäftsmann und Politiker
- Harry Hart (1850–1929), Geschäftsmann, Gründer und Partner von Hart Schaffner & Marx
- Emil Knodt (1852–1924), Theologe und Tierschützer
- Karl Ernst Knodt (1856–1917), Dichter
- Wilhelm Wetz (1858–1910), Anglist und Hochschullehrer
- Adolf Trieb (1874–1950), Lehrer in Eppelsheim 1903–1914, Dirigent